# Teplýšovice
Teplýšovice jsou obec v okrese Benešov ve Středočeském kraji. Žije zde 552 obyvatel. Součástí obce jsou i vesnice Čeňovice, Humenec, Kochánov a Zálesí.
Ve vzdálenosti osm kilometrů leží západně město Benešov, třináct kilometrů jižně město Vlašim, 23 kilometrů severozápadně město Říčany a třicet kilometrů severně město Český Brod.

## Historie
První písemná zmínka o obci pochází z roku 1352.
Ve vsi Teplýšovice (přísl. Humenec, Rousínov, Smilov, Zálesí, 552 obyvatel) byly v roce 1932 evidovány tyto živnosti a obchody: 2 hostince, kolář, 2 krejčí, mlýn, pekař, 2 obchody se smíšeným zbožím, 2 trafiky, zednický mistr.

## Obyvatelstvo
| Rok            | 1869 | 1880 | 1890 | 1900 | 1910 | 1921 | 1930 | 1950 | 1961 | 1970 | 1980 | 1991 | 2001 | 2011 | 2021 |
| -------------- | ---- | ---- | ---- | ---- | ---- | ---- | ---- | ---- | ---- | ---- | ---- | ---- | ---- | ---- | ---- |
| Počet obyvatel | 841  | 861  | 821  | 774  | 751  | 696  | 633  | 471  | 494  | 431  | 416  | 397  | 382  | 441  | 504  |
| Počet domů     | 114  | 121  | 123  | 124  | 128  | 123  | 129  | 135  | 122  | 116  | 118  | 149  | 164  | 184  | 178  |

## Obecní správa

### Územněsprávní začlenění
Dějiny územněsprávního začleňování zahrnují období od roku 1850 do současnosti. V chronologickém přehledu je uvedena územně administrativní příslušnost obce v roce, kdy ke změně došlo:
- 1850 země česká, kraj České Budějovice, politický a soudní okres Benešov[8]
- 1855 země česká, kraj Tábor, soudní okres Benešov
- 1868 země česká, politický a soudní okres Benešov
- 1939 země česká, Oberlandrat Tábor, politický i soudní okres Benešov[9]
- 1942 země česká, Oberlandrat Praha, politický i soudní okres Benešov[10]
- 1945 země česká, správní i soudní okres Benešov[11]
- 1949 Pražský kraj, okres Benešov[12]
- 1960 Středočeský kraj, okres Benešov
- 2003 Středočeský kraj, okres Benešov, obec s rozšířenou působností Benešov

### Obecní symboly
Znak a vlajka byly obci uděleny rozhodnutím předsedkyně Poslanecké sněmovny Parlamentu České republiky dne 26. května 2011.

## Pověsti
Když byl pro kostel svatého Havla pořízen nový zvon, nechal jím zdejší pán zvonit umíráček za svého uhynulého psa. Zvon, protože ještě nebyl posvěcený, se zalekl a ulétl do lesa, kde se ukryl v tůni. Odtud vylétal vždy v poledne zvonit, avšak jednou tam žena prala přízi, a když se jí zapletla do ponořeného zvonu, zaklela: „Čert to vem!” a zvon se utopil navždy.

## Doprava
Dopravní síť
- Pozemní komunikace – Do obce vedou silnice III. třídy.

- Železnice – Železniční trať ani stanice na území obce nejsou.

Veřejná doprava 2012
- Autobusová doprava – Do obce jezdí autobusové linky Benešov-Chocerady-Sázava (v pracovních dnech 2 spoje) a Benešov-Čakov-Sázava (v pracovních dnech 5 spojů, o víkendech 1 spoj).

## Turistika
Obcí prochází cyklotrasa č. 0073 Benešov - Okrouhlice - Teplýšovice - Ostředek - Český Šternberk.

## Pamětihodnosti
- Kostel svatého Havla